# Copa de la UEFA 1983-1984
La Copa de la UEFA 1983-84 fou guanyada pel Tottenham Hotspur contra l'RSC Anderlecht, a la tanda de penals, després d'haver empatat 1-1 cadascun dels dos partits de la final.

## Primera ronda
| Equip 1                  | Global | Equip 2                     | Anada | Tornada |
| ------------------------ | ------ | --------------------------- | ----- | ------- |
| 1. FC Kaiserslautern     | 3-4    | Watford FC                  | 3-1   | 0-3     |
| TJ Sparta Praha          | 4-3    | Reial Madrid                | 3-2   | 1-1     |
| Larisa FC                | 2-3    | Budapest Honved FC          | 2-0   | 0-3(pr) |
| Anorthosis Famagusta FC  | 0-11   | Bayern de Múnic             | 0-1   | 0-10    |
| Atlètic de Madrid        | 2-4    | FC Groningen                | 2-1   | 0-3     |
| Bryne F.K.               | 1-4    | RSC Anderlecht              | 0-3   | 1-1     |
| Celtic FC                | 5-1    | Aarhus Gymnastik Forening   | 1-0   | 4-1     |
| Drogheda United          | 0-14   | Tottenham Hotspur FC        | 0-6   | 0-8     |
| FC Aris Bonnevoie        | 0-15   | FK Austria Wien             | 0-5   | 0-10    |
| FC Banik Ostrava         | 6-1    | Boldklubben 1903            | 5-0   | 1-1     |
| FC Dinamo de Kíev        | 0-1    | Stade Lavallois             | 0-0   | 0-1     |
| FC Girondins de Bordeaux | 2-7    | Lokomotive Leipzig          | 2-3   | 0-4     |
| FC Spartak Moscou        | 7-0    | HJK Helsinki                | 2-0   | 5-0     |
| FC Universitatea Craiova | 1-1(p) | Hajduk Split                | 1-0   | 0-1     |
| FC Zurich                | 3-8    | R. Antwerp FC               | 1-4   | 2-4     |
| Hellas Verona FC         | 4-2    | Estrella Roja de Belgrad    | 1-0   | 3-2     |
| IBV                      | 0-3    | FC Carl Zeiss Jena          | 0-0   | 0-3     |
| K.A.A. Gent              | 2-3    | RC Lens                     | 1-1   | 1-2(pr) |
| Nottingham Forest FC     | 3-0    | FC Vorwärts Frankfurt       | 2-0   | 1-0     |
| PFC Lokomotiv Plovdiv    | 2-5    | PAOK FC                     | 1-2   | 1-3     |
| PSV Eindhoven            | 6-2    | Ferencvarosi TC             | 4-2   | 2-0     |
| Rabat Ajax               | 0-16   | TJ Internacionál Bratislava | 0-10  | 0-6     |
| Radnicki Nis             | 5-1    | FC St. Gallen               | 3-0   | 2-1     |
| Sevilla FC               | 3-4    | Sporting Clube de Portugal  | 1-1   | 2-3     |
| Sparta Rotterdam         | 5-1    | Coleraine FC                | 4-0   | 1-1     |
| Sportul Studentesc       | 1-2    | SK Sturm Graz               | 1-2   | 0-0     |
| St Mirren FC             | 0-3    | Feyenoord Rotterdam         | 0-1   | 0-2     |
| Trabzonspor              | 1-2    | Internazionale Milano FC    | 1-0   | 0-2     |
| VfB Stuttgart            | 1-2    | PFC Levski Sofia            | 1-1   | 0-1     |
| Vitoria SC               | 1-5    | Aston Villa FC              | 1-0   | 0-5     |
| Werder Bremen            | 3-2    | Malmo FF                    | 1-1   | 2-1     |
| Widzew Lodz              | (c)2-2 | IF Elfsborg                 | 0-0   | 2-2     |

## Segona ronda
| Equip 1                    | Global | Equip 2                     | Anada | Tornada |
| -------------------------- | ------ | --------------------------- | ----- | ------- |
| Budapest Honved FC         | 3-5    | Hajduk Split                | 3-2   | 0-3     |
| FC Groningen               | 3-5    | Internazionale Milano FC    | 2-0   | 1-5     |
| FC Spartak Moscou          | 4-3    | Aston Villa FC              | 2-2   | 2-1     |
| FK Austria Wien            | 5-3    | Stade Lavallois             | 2-0   | 3-3     |
| Hellas Verona FC           | 2-2(c) | SK Sturm Graz               | 2-2   | 0-0     |
| Lokomotive Leipzig         | 2-1    | Werder Bremen               | 1-0   | 1-1     |
| PAOK FC                    | 0-0(p) | Bayern de Múnic             | 0-0   | 0-0     |
| PSV Eindhoven              | 1-3    | Nottingham Forest FC        | 1-2   | 0-1     |
| RSC Anderlecht             | 4-2    | FC Banik Ostrava            | 2-0   | 2-2     |
| Radnicki Nis               | 6-3    | TJ Internacionál Bratislava | 4-0   | 2-3     |
| RC Lens                    | 5-4    | R. Antwerp FC               | 2-2   | 3-2     |
| Sparta Rotterdam           | 4-3    | FC Carl Zeiss Jena          | 3-2   | 1-1     |
| Sporting Clube de Portugal | 2-5    | Celtic FC                   | 2-0   | 0-5     |
| Tottenham Hotspur FC       | 6-2    | Feyenoord Rotterdam         | 4-2   | 2-0     |
| Watford FC                 | 4-2    | PFC Levski Sofia            | 1-1   | 3-1(pr) |
| Widzew Lodz                | 1-3    | TJ Sparta Praha             | 1-0   | 0-3     |

## Tercera ronda
| Equip 1              | Global | Equip 2                  | Anada | Tornada |
| -------------------- | ------ | ------------------------ | ----- | ------- |
| Bayern de Múnic      | 1-2    | Tottenham Hotspur FC     | 1-0   | 0-2     |
| FK Austria Wien      | 3-2    | Internazionale Milano FC | 2-1   | 1-1     |
| Nottingham Forest FC | 2-1    | Celtic FC                | 0-0   | 2-1     |
| Radnicki Nis         | 0-4    | Hajduk Split             | 0-2   | 0-2     |
| RC Lens              | 1-2    | RSC Anderlecht           | 1-1   | 0-1     |
| SK Sturm Graz        | 2-1    | Lokomotive Leipzig       | 2-0   | 0-1     |
| Sparta Rotterdam     | 1-3    | FC Spartak Moscou        | 1-1   | 0-2     |
| Watford FC           | 2-7    | TJ Sparta Praha          | 2-3   | 0-4     |

## Quarts de final
| Equip 1              | Global | Equip 2           | Anada | Tornada |
| -------------------- | ------ | ----------------- | ----- | ------- |
| TJ Sparta Praha      | 1-2    | Hajduk Split      | 1-0   | 0-2(pr) |
| Nottingham Forest FC | 2-1    | SK Sturm Graz     | 1-0   | 1-1(pr) |
| RSC Anderlecht       | 4-3    | FC Spartak Moscou | 4-2   | 0-1     |
| Tottenham Hotspur FC | 4-2    | FK Austria Wien   | 2-0   | 2-2     |

## Semifinals
| Equip 1              | Global | Equip 2              | Anada | Tornada |
| -------------------- | ------ | -------------------- | ----- | ------- |
| Hajduk Split         | 2-2(c) | Tottenham Hotspur FC | 2-1   | 0-1     |
| Nottingham Forest FC | 2-3    | RSC Anderlecht       | 2-0   | 0-3     |

## Final

### Anada
| RSC Anderlecht | 1–1 | Tottenham Hotspur |
| -------------- | --- | ----------------- |
| Olsen 85'      |     | Miller 57'        |

 Estadi Constant Vanden Stock, Brussel·les

Espectadors: 35.000

Àrbitre: Galler (SUI)        

### Tornada
| Tottenham Hotspur | 1–1 | RSC Anderlecht    |
| ----------------- | --- | ----------------- |
| Roberts 84'       |     | Czerniatynski 60' |

 White Hart Lane, Londres

Espectadors: 46.205

Àrbitre: Roth (RFA)        
|                                                                    |     | Penals                                                                 |  |
| Roberts: gol Falco: gol Stevens: gol Archibald: gol Thomas: fallat | 4–3 | Olsen: fallat Grün: gol Scifo: gol Vercauteren: gol Gudjohnsen: fallat |  |

Amb el resultat agregat de 2-2, Tottenham guanyà 4-3 als penals
| Campió de la Copa de la UEFA 1983-84 |
| ------------------------------------ |
| Tottenham Hotspur FC Segon títol     |